# High Beach
High Beach – osada w Anglii, w Esseksie. W 1870-72 osada liczyła 531 mieszkańców.